# Régiment du Port-au-Prince
Le régiment du Port-au-Prince est un régiment d'infanterie des colonies du royaume de France, créé en 1772, devenu sous la Révolution le 110e régiment d'infanterie de ligne.

## Création et différentes dénominations
- 18 août 1772 : création du régiment du Port-au-Prince
- 29 juin 1792 : renommé 110e régiment d’infanterie de ligne

## Mestres de camp et colonels
- 18 août 1772 : chevalier Joseph, marquis de Gripière, chevalier de Laval[note 1]
- 24 mars 1788 : chevalier Thomas Antoine de Mauduit du Plessis
- 16 novembre 1792 : Jean Joseph Lombard de Roquefort
- 4 mars 1793 : Pierre Pascal Dupuy

## Historique des garnisons, combats et batailles du régiment

### Origines
Les troupes coloniales sont créés par ordonnance royale du 18 août 1772.

### Création
Le 18 août 1772, le « régiment du Port-au-Prince » est formé avec une partie de la légion de Saint-Domingue.

### Guerre d'indépendance des États-Unis
Dans le cadre de la guerre d'indépendance des États-Unis, un détachement de ce régiment est embarqué en 1779 sur la flotte du comte d'Estaing et est employé au siège de Savannah.

1 officier et 9 soldats de ce régiment sont morts aux États-Unis durant guerre d'indépendance des États-Unis.

### Révolution française
Pendant la Révolution, le corps se trouve soumis aux tiraillements les plus affligeants et finit par prendre part aux atrocités commises à Saint-Domingue.
C'est dans le quartier de l'île qui était confié à sa garde que naquit l'insurrection. 
L'Assemblée coloniale, dite de Saint-Marc, se mit en opposition ouverte avec les délégués du gouvernement. Le 29 juillet 1790, une émeute éclate au Port-au-Prince, et elle est sanglante. 
A minuit, les révoltés arrêtent une patrouille de cinq hommes du « régiment du Port-au-Prince ». L'un d'eux parvient à s'échapper et court avertir le colonel de Mauduit. Celui-ci rassemble 90 hommes et va réclamer ses soldats au comité. Il entre avec deux grenadiers, et se voit accueilli par d'outrageantes clameurs. Une voix dans l'assemblée crie feu ! .... et à l'instant cinquante coups de fusil ou de pistolet renversent morts les deux grenadiers. Le colonel de Mauduit n'est pas atteint et court se réfugier dans les rangs de sa troupe qui, indignée de cette violence, s'élance dans la salle du comité, et après un court combat en disperse les membres. Tous les symboles insurrectionnels et entre autres trois drapeaux sont enlevés par le régiment, qui eut ce jour-là trois hommes tués et douze blessés. La tranquillité fut rétablie pour quelque temps.
Cependant l'Assemblée coloniale parvint, à force d'argent, à débaucher le détachement cantonné à Saint-Marc. L'incertitude, où l'on était à Saint Domingue, sur le véritable état des affaires en France, fit le reste. 
Les mal-intentionnés, agissant en dessous auprès des hommes, leur firent croire que l'Assemblée de Paris avait désavoué la conduite tenue par le régiment dans la nuit du 29 au 30 juillet, et que des forces arrivaient de France pour les punir.
 Sur ces entrefaites, le 2 mars 1791, arrivent les vaisseaux le Borée (en) et le Fougueux, et la frégate l'Uranie (en), qui avaient à bord 1 000 hommes des régiments de Normandie et d'Artois. Le gouverneur, pour combattre l'effet des bruits qu'on avait fait courir, ordonne que ces troupes ne débarquent point au Port-au-Prince, mais au Môle Saint-Nicolas. Malgré cet ordre, dans la nuit du 3 au 4 mars, une grande partie des soldats des régiments de Normandie et d'Artois descend à terre et fraternise avec les habitants.

C'est alors que le « régiment du Port-au-Prince », ne pouvant croire que les camarades arrivés d'Europe veuillent le tromper sur la marche des événements, commence à s'agiter.

Le lendemain, les soldats des régiments de Normandie et d'Artois, faisant cause commune avec la multitude, délivrent les prisonniers détenus pour motifs politiques et les portent en triomphe à l'église, où les prêtres entonnent le Te Deum au son des cloches et au bruit du tambour. A quatre heures, les grenadiers du « régiment de Port-au-Prince », musique en tête, apportent à l'église les trois drapeaux enlevés le 30 juillet au corps de garde national. On leur signifie que c'étaient leurs chefs, beaucoup plus coupables, qui devaient remettre ces drapeaux, et dans le lieu où ils les avaient pris. 
Le colonel de Mauduit, prévenu du danger qui le menace, est vainement prié de quitter le Port-au-Prince. Il demeure inébranlable : « Ma place est ici et j'y mourrai, s'il le faut » s'écrit t-il. Bientôt cet officier, le capitaine Germain et le sous-lieutenant de grenadiers Castres sont gardés à vue dans leurs maisons. Celle de colonel de Mauduit est mise au pillage et son vin achève de faire perdre la raison à ses soldats. En vain, un adjudant leur lit le décret de l'Assemblée nationale du 12 novembre 1790, qui approuve la conduite tenue par leurs chefs au mois de juillet.
Cela est faux, s'écrie une foule aveugle, il faut pendre cet aristocrate. 

Alors commence une scène horrible. Le colonel de Mauduit, le capitaine Germain et le sous-lieutenant Castres sont conduits au Comité. Devant la principale porte, on commande au colonel de Mauduit de se mettre à genoux. Il refuse froidement. Son courage et son calme en imposent un moment, et les cris d'indignation de quelques citoyens gênant les assassins, il est entraîné vers la caserne. Pendant le trajet, un soldat ivre du régiment d'Artois porte au colonel de Mauduit un coup de sabre. Un sergent se précipite au-devant du coup qui menace son colonel et le reçoit sur la tête. Alors un grenadier du « régiment de Port-au-Prince », voyant que la pitié gagnait, s'approche et dit : Citation|colonel de Mauduit, vous nous avez trompés, vous nous avez mis dans le malheureux cas de nous déshonorer ... et, lui arrachant sa croix de Saint-Louis, il lui fend la tête d'un coup de sabre. Un second coup la sépare du tronc, et cette tête, fichée au bout d'une baïonnette, est promenée par la ville. L'acharnement des révoltés sur le corps du malheureux colonel fit oublier les deux autres officiers qui purent s'échapper. Les assassins terminèrent leur épouvantable orgie, en clouant la tête du colonel de Mauduit sur la porte de sa maison et en la fusillant.

On doit dire cependant que ce crime n'entrait pas dans les intentions de la masse du régiment, et qu'il fut l'œuvre d'un petit nombre de scélérats. On en trouve la preuve dans la facilité avec laquelle le lieutenant-colonel de Cornoyer rétablit la discipline. 
Le régiment de Port-au-Prince arriva en France en juillet 1791 et conformément à l'ordonnance royale du 1er janvier 1791 il devint le 110e régiment d'infanterie et fut mis en garnison, moitié à l'île de Ré et moitié à Carhaix.
En août 1792, le bataillon qui était à l'île de Ré est dirigé sur l'armée de Dumouriez, mais il n'alla que jusqu'à Troyes, et revint après la bataille de Valmy à La Rochelle avant de se mettre en route pour Brest au mois de novembre.
Le 1er bataillon du « régiment de Port-au-Prince » est toujours resté à Brest jusqu'au 8 janvier 1796, jour de son incorporation dans la 33e demi-brigade de deuxième formation.

Le 2e bataillon servit contre les Chouans, et fut versé le 28 juillet 1795 dans la 196e demi-brigade de première formation.
Ainsi disparaît pour toujours le 110e régiment d'infanterie ci-devant Port-au-Prince , partageant le sort de tous ces régiments qui depuis deux siècles avaient défendu si intrépidement la patrie contre toutes les coalitions.

## Sources et Bibliographie
: document utilisé comme source pour la rédaction de cet article.
- Louis Susane : Histoire de l'ancienne infanterie française, Tome 7
- Historiques des corps de troupe de l'armée française (1569-1900)
- Émile Mignot de Lyden : Nos 144 Régiments de ligne
- Boris Lesueur : Les troupes coloniales aux Antilles sous l'Ancien Régime